# HotJava
HotJava（ホットジャバ）はサン・マイクロシステムズが開発したウェブブラウザ。
1995年にブラウザ上でJavaアプレットが実行できるウェブブラウザとして発表された。HotJava自身もJavaで開発されており、比較的拡張性が高い。個人で非商用目的の使用に限り、サン・マイクロシステムズのウェブサイトから無料でダウンロードできる。
現在ではInternet ExplorerやNetscapeなどの他のブラウザがJavaアプレットを実行できるようになり、HotJavaはほとんど普及していない。